# Thórův vůz
Thórův vůz je 6. epizoda 2. řady sci-fi seriálu Hvězdná brána.

## Děj
V SGC je náhle zvenčí aktivována hvězdná brána. Všichni běží do řídící místnosti brány. Brána byla aktivována, ale IRIS zůstává zavřená a do prostoru brány přibíhá obranný tým. Ozve se náraz na IRIS. Vyšetřování odhalí, že objekt, který dopadl na IRIS je schránka ze Saganova institutu, kterou SG-1 nechala na Cimmerii v epizodě SG1:Thórovo kladivo.
Na Cimmerii je odeslána sonda MALP, která ukazuje mrtvá těla obyvatel a Jaffů. Před kamerou sondy se objevuje žena, Gairwyn (se kterou se SG-1 setkala na své předchozí misi) prosící o pomoc, protože "Ettinové" – což znamená, Goa'uldi – přišli. SG-1 cítí zodpovědnost, protože zničili Thórovo kladivo, aby osvobodili Teal'ca a opustili planetu, která byla bezbranná proti Goa'uldům. Po příchodu na Cimmerii, objeví SG-1 armádu Jaffů pod vedením Heru'ura. Jdou s Gairwyn do hrobu Kendry, kde Samantha Carterová zjistí, že může používat ozbrojenou ruku, kterou Kendra zanechala na svém hrobě. Když Jaffové zaútočí musí SG-1 ustoupit s Gairwyn do jeskyní, kde se ukrývají ostatní přeživší obyvatelé. Po domluvě se Dr. Daniel Jackson, Carterová a Gairwyn jdou podívat na Thórovu "Síň moci", ve které by údajně měli být asgardské zbraně. Plukovník Jack O'Neill a Teal'c jdou bojovat s Jaffy.
Carterová, Jackson a Gairwyn najdou Thórovu "Síň moci" a jsou konfrontováni s hologramem Thóra. Musí splnit náročné úkoly, aby dokázali, že jsou hodni Thórovy pomoci. Po úspěšném splnění úkolů se objeví Thór ve své skutečné podobě. Thór vysvětluje, že je skutečný a komunikuje s nimi z asgardské lodi Biliskner. Jackson a Carterová řeknou Thórovi, jak zničili jeho kladivo, aby zachránili Teal'ca a omlouvají se za to. Potom se Thóra zeptají na zbraně. Thór jim říká, že úkoly nebyly k ochraně žádných zbraní, ale k ověření, že Cimmeriané jsou dostatečně pokročilí na to, aby mohli Asgardi odhalit svou skutečnou podobu.
Carterová a Jackson jsou náhle transportováni zpět na povrch planety. Zklamaní se vrací do jeskyní, kde se setkávají O'Neillem a Teal'cem, kteří se stáhli z boje proti Jaffům. Bohužel, jeskyně byla objevena a SG-1 je nucena se vzdát, aby zachránili zbývající Cimmeriany.
Když je SG-1 doprovázena Jaffy k Ha'taku, na obloze se objeví asgardská mateřská loď. Náhle všichni Jaffové a jejich lodě mizí, jakmile se jich dotkne bílý paprsek vycházející z lodi. Heru'ur na poslední chvíli uniká hvězdnou bránou.
Najednou se před SG-1 zhmotní Gairwyn, která jim předává vzkaz od Thóra. Asgardi vybudují na Cimerii nové kladivo, které bude mít výjimku u Jaffy jménem Teal'c.